# 19287 Paronelli
19287 Paronelli este un asteroid din centura principală de asteroizi.

## Descriere
19287 Paronelli este un asteroid din centura principală de asteroizi. A fost descoperit pe 22 februarie 1996 la Sormano de Marco Cavagna și Augusto Testa. Asteroidul prezintă o orbită caracterizată de o semiaxă mare de 3,15 ua, o excentricitate de 0,11 și o înclinație de 13,0° în raport cu ecliptica.